# IC 4035
IC 4035 је спирална галаксија у сазвјежђу Ловачки пси која се налази на листи објеката дубоког неба у Индекс каталогу.
Деклинација објекта је + 40° 17' 58" а ректасцензија 13h 0m 16,7s. Привидна величина (магнитуда) објекта IC 4035 износи 15,4 а фотографска магнитуда 16,2.